# Церковь Успения Пресвятой Богородицы (Бобров)
Церковь Успения Божией Матери — православный храм Воронежской и Борисоглебской епархии. Церковь расположена в городе Боброве Бобровского района Воронежской области.

## История
Успенская церковь была построена в конце 1850-х годов. Архитектура была заимствована из альбома архитектора Константина Тона, «Высочайше одобренного» для «построения православных церквей». Чертежи церкви были сделаны в Департаменте Проектов и Смет в Санкт-Петербурге и «высочайше утверждены к постройке» 28 ноября 1857 года. В 1863 году церковь была построена и освящена. Построил храм бобровский купец Алексей Иосифович Медведев на собственные средства. Перестроена в 1890—1900 гг.
Долгое время Успенская церковь — единственная из сохранившихся городских церквей Боброва и района. После распада СССР началось восстановление культовых сооружений. С 1983 года церковь поставлена на охрану как памятник истории и архитектуры.

## Духовенство
- Настоятель храма — протоиерей Владимир Лепский
- Клирик - протоиерей Сергий Жиленко[3]